# Grand Aréa
Le Grand Aréa, culminant à 2 869 m d'altitude, est un sommet du massif des Cerces dans les Hautes-Alpes qui surplombe la vallée de la Guisane. Il est proche du col de Granon.